# 1402
Portal Geschichte | Portal Biografien | Aktuelle Ereignisse | Jahreskalender | Tagesartikel

◄ |
14. Jahrhundert |
15. Jahrhundert
| 16. Jahrhundert | ►

◄ |
1370er |
1380er |
1390er |
1400er
| 1410er | 1420er | 1430er | ►

◄◄ |
◄ |
1398 |
1399 |
1400 |
1401 |
1402
| 1403 | 1404 | 1405 | 1406 | ► | ►►
Staatsoberhäupter  · Nekrolog   · Musikjahr
| Januar | Januar | Januar | Januar | Januar | Januar | Januar | Januar |
| Kw     | Mo     | Di     | Mi     | Do     | Fr     | Sa     | So     |
| ------ | ------ | ------ | ------ | ------ | ------ | ------ | ------ |
| 52     |        |        |        |        |        |        | 1      |
| 1      | 2      | 3      | 4      | 5      | 6      | 7      | 8      |
| 2      | 9      | 10     | 11     | 12     | 13     | 14     | 15     |
| 3      | 16     | 17     | 18     | 19     | 20     | 21     | 22     |
| 4      | 23     | 24     | 25     | 26     | 27     | 28     | 29     |
| 5      | 30     | 31     |        |        |        |        |        |

| Februar | Februar | Februar | Februar | Februar | Februar | Februar | Februar |
| Kw      | Mo      | Di      | Mi      | Do      | Fr      | Sa      | So      |
| ------- | ------- | ------- | ------- | ------- | ------- | ------- | ------- |
| 5       |         |         | 1       | 2       | 3       | 4       | 5       |
| 6       | 6       | 7       | 8       | 9       | 10      | 11      | 12      |
| 7       | 13      | 14      | 15      | 16      | 17      | 18      | 19      |
| 8       | 20      | 21      | 22      | 23      | 24      | 25      | 26      |
| 9       | 27      | 28      |         |         |         |         |         |

| März | März | März | März | März | März | März | März |
| Kw   | Mo   | Di   | Mi   | Do   | Fr   | Sa   | So   |
| ---- | ---- | ---- | ---- | ---- | ---- | ---- | ---- |
| 9    |      |      | 1    | 2    | 3    | 4    | 5    |
| 10   | 6    | 7    | 8    | 9    | 10   | 11   | 12   |
| 11   | 13   | 14   | 15   | 16   | 17   | 18   | 19   |
| 12   | 20   | 21   | 22   | 23   | 24   | 25   | 26   |
| 13   | 27   | 28   | 29   | 30   | 31   |      |      |

| April | April | April | April | April | April | April | April |
| Kw    | Mo    | Di    | Mi    | Do    | Fr    | Sa    | So    |
| ----- | ----- | ----- | ----- | ----- | ----- | ----- | ----- |
| 13    |       |       |       |       |       | 1     | 2     |
| 14    | 3     | 4     | 5     | 6     | 7     | 8     | 9     |
| 15    | 10    | 11    | 12    | 13    | 14    | 15    | 16    |
| 16    | 17    | 18    | 19    | 20    | 21    | 22    | 23    |
| 17    | 24    | 25    | 26    | 27    | 28    | 29    | 30    |

| Mai | Mai | Mai | Mai | Mai | Mai | Mai | Mai |
| Kw  | Mo  | Di  | Mi  | Do  | Fr  | Sa  | So  |
| --- | --- | --- | --- | --- | --- | --- | --- |
| 18  | 1   | 2   | 3   | 4   | 5   | 6   | 7   |
| 19  | 8   | 9   | 10  | 11  | 12  | 13  | 14  |
| 20  | 15  | 16  | 17  | 18  | 19  | 20  | 21  |
| 21  | 22  | 23  | 24  | 25  | 26  | 27  | 28  |
| 22  | 29  | 30  | 31  |     |     |     |     |

| Juni | Juni | Juni | Juni | Juni | Juni | Juni | Juni |
| Kw   | Mo   | Di   | Mi   | Do   | Fr   | Sa   | So   |
| ---- | ---- | ---- | ---- | ---- | ---- | ---- | ---- |
| 22   |      |      |      | 1    | 2    | 3    | 4    |
| 23   | 5    | 6    | 7    | 8    | 9    | 10   | 11   |
| 24   | 12   | 13   | 14   | 15   | 16   | 17   | 18   |
| 25   | 19   | 20   | 21   | 22   | 23   | 24   | 25   |
| 26   | 26   | 27   | 28   | 29   | 30   |      |      |

| Juli | Juli | Juli | Juli | Juli | Juli | Juli | Juli |
| Kw   | Mo   | Di   | Mi   | Do   | Fr   | Sa   | So   |
| ---- | ---- | ---- | ---- | ---- | ---- | ---- | ---- |
| 26   |      |      |      |      |      | 1    | 2    |
| 27   | 3    | 4    | 5    | 6    | 7    | 8    | 9    |
| 28   | 10   | 11   | 12   | 13   | 14   | 15   | 16   |
| 29   | 17   | 18   | 19   | 20   | 21   | 22   | 23   |
| 30   | 24   | 25   | 26   | 27   | 28   | 29   | 30   |
| 31   | 31   |      |      |      |      |      |      |

| August | August | August | August | August | August | August | August |
| Kw     | Mo     | Di     | Mi     | Do     | Fr     | Sa     | So     |
| ------ | ------ | ------ | ------ | ------ | ------ | ------ | ------ |
| 31     |        | 1      | 2      | 3      | 4      | 5      | 6      |
| 32     | 7      | 8      | 9      | 10     | 11     | 12     | 13     |
| 33     | 14     | 15     | 16     | 17     | 18     | 19     | 20     |
| 34     | 21     | 22     | 23     | 24     | 25     | 26     | 27     |
| 35     | 28     | 29     | 30     | 31     |        |        |        |

| September | September | September | September | September | September | September | September |
| Kw        | Mo        | Di        | Mi        | Do        | Fr        | Sa        | So        |
| --------- | --------- | --------- | --------- | --------- | --------- | --------- | --------- |
| 35        |           |           |           |           | 1         | 2         | 3         |
| 36        | 4         | 5         | 6         | 7         | 8         | 9         | 10        |
| 37        | 11        | 12        | 13        | 14        | 15        | 16        | 17        |
| 38        | 18        | 19        | 20        | 21        | 22        | 23        | 24        |
| 39        | 25        | 26        | 27        | 28        | 29        | 30        |           |

| Oktober | Oktober | Oktober | Oktober | Oktober | Oktober | Oktober | Oktober |
| Kw      | Mo      | Di      | Mi      | Do      | Fr      | Sa      | So      |
| ------- | ------- | ------- | ------- | ------- | ------- | ------- | ------- |
| 39      |         |         |         |         |         |         | 1       |
| 40      | 2       | 3       | 4       | 5       | 6       | 7       | 8       |
| 41      | 9       | 10      | 11      | 12      | 13      | 14      | 15      |
| 42      | 16      | 17      | 18      | 19      | 20      | 21      | 22      |
| 43      | 23      | 24      | 25      | 26      | 27      | 28      | 29      |
| 44      | 30      | 31      |         |         |         |         |         |

| November | November | November | November | November | November | November | November |
| Kw       | Mo       | Di       | Mi       | Do       | Fr       | Sa       | So       |
| -------- | -------- | -------- | -------- | -------- | -------- | -------- | -------- |
| 44       |          |          | 1        | 2        | 3        | 4        | 5        |
| 45       | 6        | 7        | 8        | 9        | 10       | 11       | 12       |
| 46       | 13       | 14       | 15       | 16       | 17       | 18       | 19       |
| 47       | 20       | 21       | 22       | 23       | 24       | 25       | 26       |
| 48       | 27       | 28       | 29       | 30       |          |          |          |

| Dezember | Dezember | Dezember | Dezember | Dezember | Dezember | Dezember | Dezember |
| Kw       | Mo       | Di       | Mi       | Do       | Fr       | Sa       | So       |
| -------- | -------- | -------- | -------- | -------- | -------- | -------- | -------- |
| 48       |          |          |          |          | 1        | 2        | 3        |
| 49       | 4        | 5        | 6        | 7        | 8        | 9        | 10       |
| 50       | 11       | 12       | 13       | 14       | 15       | 16       | 17       |
| 51       | 18       | 19       | 20       | 21       | 22       | 23       | 24       |
| 52       | 25       | 26       | 27       | 28       | 29       | 30       | 31       |

| Januar | Januar | Januar | Januar | Januar | Januar | Januar | Januar |
| Kw     | Mo     | Di     | Mi     | Do     | Fr     | Sa     | So     |
| ------ | ------ | ------ | ------ | ------ | ------ | ------ | ------ |
| 52     |        |        |        |        |        |        | 1      |
| 1      | 2      | 3      | 4      | 5      | 6      | 7      | 8      |
| 2      | 9      | 10     | 11     | 12     | 13     | 14     | 15     |
| 3      | 16     | 17     | 18     | 19     | 20     | 21     | 22     |
| 4      | 23     | 24     | 25     | 26     | 27     | 28     | 29     |
| 5      | 30     | 31     |        |        |        |        |        |

| Februar | Februar | Februar | Februar | Februar | Februar | Februar | Februar |
| Kw      | Mo      | Di      | Mi      | Do      | Fr      | Sa      | So      |
| ------- | ------- | ------- | ------- | ------- | ------- | ------- | ------- |
| 5       |         |         | 1       | 2       | 3       | 4       | 5       |
| 6       | 6       | 7       | 8       | 9       | 10      | 11      | 12      |
| 7       | 13      | 14      | 15      | 16      | 17      | 18      | 19      |
| 8       | 20      | 21      | 22      | 23      | 24      | 25      | 26      |
| 9       | 27      | 28      |         |         |         |         |         |

| März | März | März | März | März | März | März | März |
| Kw   | Mo   | Di   | Mi   | Do   | Fr   | Sa   | So   |
| ---- | ---- | ---- | ---- | ---- | ---- | ---- | ---- |
| 9    |      |      | 1    | 2    | 3    | 4    | 5    |
| 10   | 6    | 7    | 8    | 9    | 10   | 11   | 12   |
| 11   | 13   | 14   | 15   | 16   | 17   | 18   | 19   |
| 12   | 20   | 21   | 22   | 23   | 24   | 25   | 26   |
| 13   | 27   | 28   | 29   | 30   | 31   |      |      |

| April | April | April | April | April | April | April | April |
| Kw    | Mo    | Di    | Mi    | Do    | Fr    | Sa    | So    |
| ----- | ----- | ----- | ----- | ----- | ----- | ----- | ----- |
| 13    |       |       |       |       |       | 1     | 2     |
| 14    | 3     | 4     | 5     | 6     | 7     | 8     | 9     |
| 15    | 10    | 11    | 12    | 13    | 14    | 15    | 16    |
| 16    | 17    | 18    | 19    | 20    | 21    | 22    | 23    |
| 17    | 24    | 25    | 26    | 27    | 28    | 29    | 30    |

| Mai | Mai | Mai | Mai | Mai | Mai | Mai | Mai |
| Kw  | Mo  | Di  | Mi  | Do  | Fr  | Sa  | So  |
| --- | --- | --- | --- | --- | --- | --- | --- |
| 18  | 1   | 2   | 3   | 4   | 5   | 6   | 7   |
| 19  | 8   | 9   | 10  | 11  | 12  | 13  | 14  |
| 20  | 15  | 16  | 17  | 18  | 19  | 20  | 21  |
| 21  | 22  | 23  | 24  | 25  | 26  | 27  | 28  |
| 22  | 29  | 30  | 31  |     |     |     |     |

| Juni | Juni | Juni | Juni | Juni | Juni | Juni | Juni |
| Kw   | Mo   | Di   | Mi   | Do   | Fr   | Sa   | So   |
| ---- | ---- | ---- | ---- | ---- | ---- | ---- | ---- |
| 22   |      |      |      | 1    | 2    | 3    | 4    |
| 23   | 5    | 6    | 7    | 8    | 9    | 10   | 11   |
| 24   | 12   | 13   | 14   | 15   | 16   | 17   | 18   |
| 25   | 19   | 20   | 21   | 22   | 23   | 24   | 25   |
| 26   | 26   | 27   | 28   | 29   | 30   |      |      |

| Juli | Juli | Juli | Juli | Juli | Juli | Juli | Juli |
| Kw   | Mo   | Di   | Mi   | Do   | Fr   | Sa   | So   |
| ---- | ---- | ---- | ---- | ---- | ---- | ---- | ---- |
| 26   |      |      |      |      |      | 1    | 2    |
| 27   | 3    | 4    | 5    | 6    | 7    | 8    | 9    |
| 28   | 10   | 11   | 12   | 13   | 14   | 15   | 16   |
| 29   | 17   | 18   | 19   | 20   | 21   | 22   | 23   |
| 30   | 24   | 25   | 26   | 27   | 28   | 29   | 30   |
| 31   | 31   |      |      |      |      |      |      |

| August | August | August | August | August | August | August | August |
| Kw     | Mo     | Di     | Mi     | Do     | Fr     | Sa     | So     |
| ------ | ------ | ------ | ------ | ------ | ------ | ------ | ------ |
| 31     |        | 1      | 2      | 3      | 4      | 5      | 6      |
| 32     | 7      | 8      | 9      | 10     | 11     | 12     | 13     |
| 33     | 14     | 15     | 16     | 17     | 18     | 19     | 20     |
| 34     | 21     | 22     | 23     | 24     | 25     | 26     | 27     |
| 35     | 28     | 29     | 30     | 31     |        |        |        |

| September | September | September | September | September | September | September | September |
| Kw        | Mo        | Di        | Mi        | Do        | Fr        | Sa        | So        |
| --------- | --------- | --------- | --------- | --------- | --------- | --------- | --------- |
| 35        |           |           |           |           | 1         | 2         | 3         |
| 36        | 4         | 5         | 6         | 7         | 8         | 9         | 10        |
| 37        | 11        | 12        | 13        | 14        | 15        | 16        | 17        |
| 38        | 18        | 19        | 20        | 21        | 22        | 23        | 24        |
| 39        | 25        | 26        | 27        | 28        | 29        | 30        |           |

| Oktober | Oktober | Oktober | Oktober | Oktober | Oktober | Oktober | Oktober |
| Kw      | Mo      | Di      | Mi      | Do      | Fr      | Sa      | So      |
| ------- | ------- | ------- | ------- | ------- | ------- | ------- | ------- |
| 39      |         |         |         |         |         |         | 1       |
| 40      | 2       | 3       | 4       | 5       | 6       | 7       | 8       |
| 41      | 9       | 10      | 11      | 12      | 13      | 14      | 15      |
| 42      | 16      | 17      | 18      | 19      | 20      | 21      | 22      |
| 43      | 23      | 24      | 25      | 26      | 27      | 28      | 29      |
| 44      | 30      | 31      |         |         |         |         |         |

| November | November | November | November | November | November | November | November |
| Kw       | Mo       | Di       | Mi       | Do       | Fr       | Sa       | So       |
| -------- | -------- | -------- | -------- | -------- | -------- | -------- | -------- |
| 44       |          |          | 1        | 2        | 3        | 4        | 5        |
| 45       | 6        | 7        | 8        | 9        | 10       | 11       | 12       |
| 46       | 13       | 14       | 15       | 16       | 17       | 18       | 19       |
| 47       | 20       | 21       | 22       | 23       | 24       | 25       | 26       |
| 48       | 27       | 28       | 29       | 30       |          |          |          |

| Dezember | Dezember | Dezember | Dezember | Dezember | Dezember | Dezember | Dezember |
| Kw       | Mo       | Di       | Mi       | Do       | Fr       | Sa       | So       |
| -------- | -------- | -------- | -------- | -------- | -------- | -------- | -------- |
| 48       |          |          |          |          | 1        | 2        | 3        |
| 49       | 4        | 5        | 6        | 7        | 8        | 9        | 10       |
| 50       | 11       | 12       | 13       | 14       | 15       | 16       | 17       |
| 51       | 18       | 19       | 20       | 21       | 22       | 23       | 24       |
| 52       | 25       | 26       | 27       | 28       | 29       | 30       | 31       |

## Ereignisse

### Politik und Weltgeschehen

#### Kaiserreich China

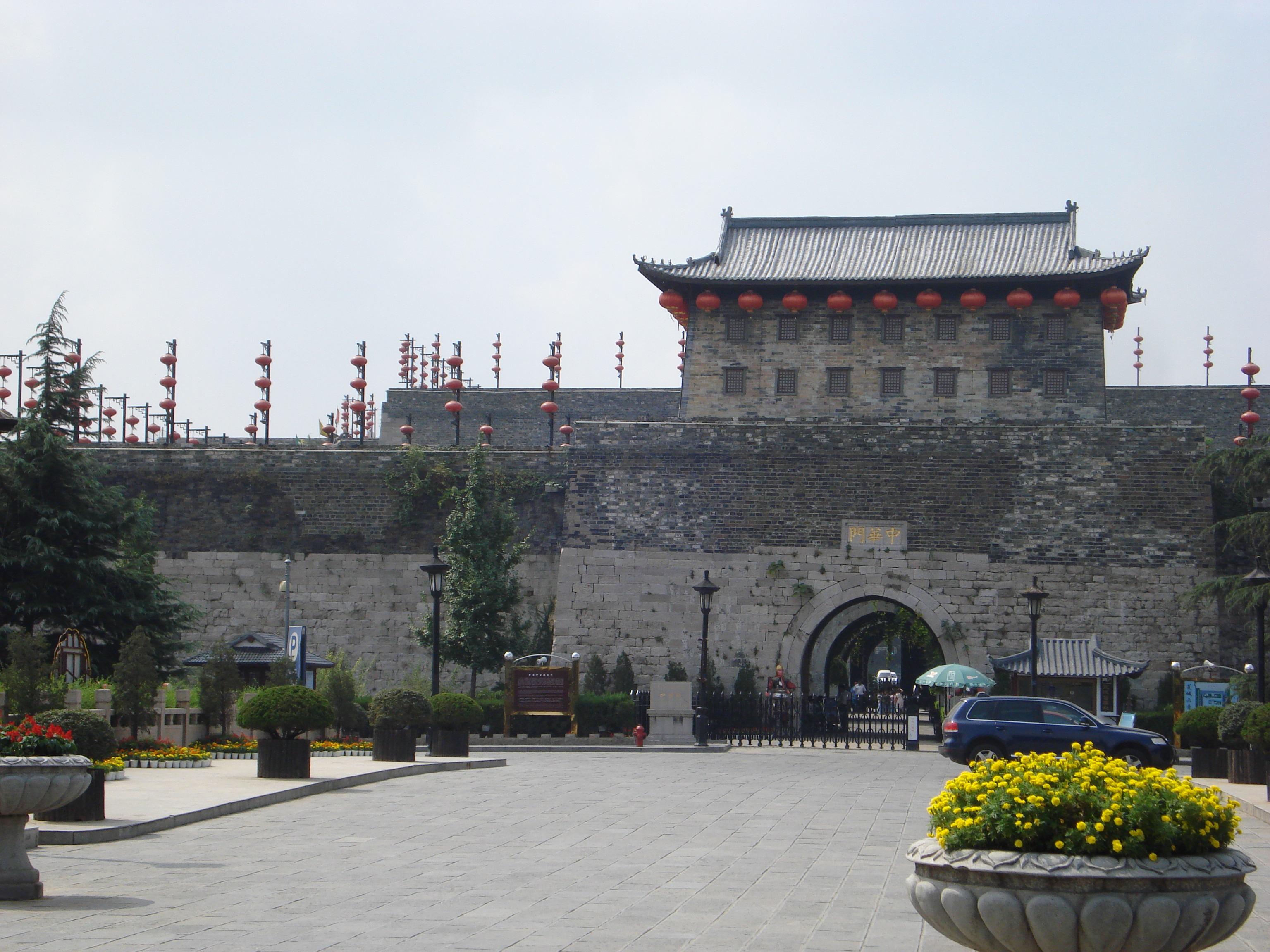
Ming-zeitliches Stadttor in Nanjing

- 13. Juli: Nachdem Überläufer die Tore der Stadt Nanjing für die rebellierende Armee Zhū Dìs geöffnet haben, bricht im kaiserlichen Palast ein Brand aus, dem Kaiser Jianwen und seine Gattin zum Opfer fallen. Noch Jahre später halten sich Gerüchte, dass der Kaiser, der den Brand möglicherweise selbst gelegt hat, als Mönch verkleidet entkommen sei.
- 17. Juli: Jianwens Onkel Zhū Dì wird nach einem blutigen Erbfolgekrieg Kaiser von China und unter dem Äranamen Yǒnglè der dritte Herrscher der Ming-Dynastie.
- Die Herrschaftsperiode Jianwen wird aus den historischen Aufzeichnungen gestrichen, die fehlende Zeit einfach der Hongwu-Ära hinzugerechnet. Als erstes beginnt der neue Kaiser eine groß angelegte Säuberungsaktion. Alle Berater seines Neffen lässt er samt deren Familien hinrichten. Auch große Teile des Beamtenstabs werden beseitigt. Auch die verbliebenen zwei Söhne des Jianwen sowie dessen drei Brüder werden als potenzielle Rivalen ausnahmslos exekutiert. Etwa 20.000 Personen fallen den Säuberungsaktionen in der Hauptstadt zum Opfer. Danach entmachtet Yongle Stück für Stück seine männliche Verwandtschaft und entzieht ihnen die Kontrolle über ihre Truppen ebenso wie finanzielle Mittel, um einen neuerlichen Bürgerkrieg zu vermeiden. Trotz des blutigen Anfangs geht die Herrschaft des Kaisers Yongle als eine Blütezeit des Reiches in die chinesische Geschichte ein.

#### Naher Osten

Timur-Denkmal in Taschkent

- 20. Juli: In der Schlacht bei Angora erleiden die Osmanen unter Sultan Bayezit I. eine vernichtende Niederlage gegen die Mongolen unter Tamerlan. Bayezit gerät in Gefangenschaft. Das Osmanische Interregnum beginnt.
- Die seit 1394 andauernde Belagerung Konstantinopels durch die Osmanen wird aufgehoben.

#### Heiliges Römisches Reich
- Der Italienzug König Ruprechts scheitert. Die erhoffte Unterstützung aus Florenz ist gering und nach einer Niederlage gegen ein mailändisches Heer vor Brescia und einer Überwinterung in Padua, während der sich seine Truppen zerstreuen, muss er den Zug durch Reichsitalien abbrechen und im April die Rückreise nach Deutschland antreten.

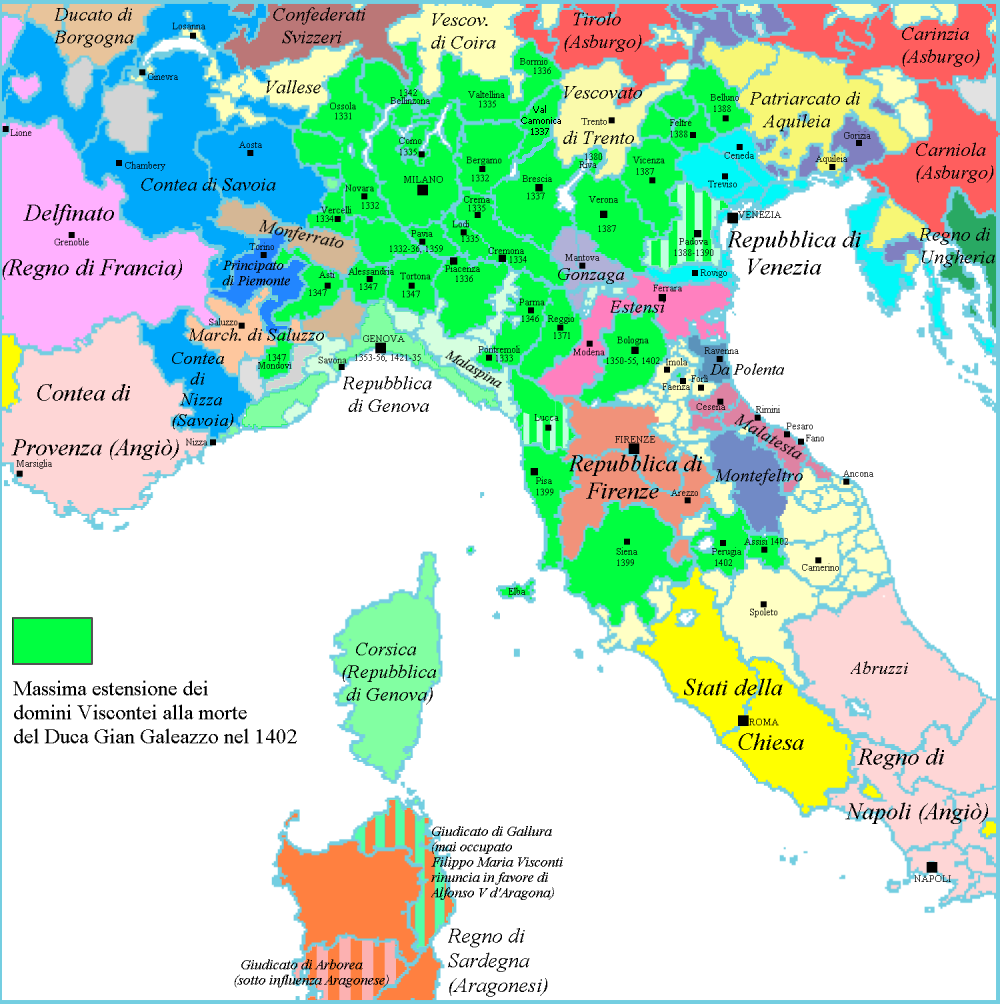
Herrschaften zum Zeitpunkt des Todes von Gian Galeazzo Visconti (hellgrün)

- Ende Juni: Gian Galeazzo Visconti, Herzog von Mailand, erobert Bologna und setzt seinen Feldzug Richtung Pistoia und Florenz fort. Am 3. September stirbt er aber in einem Feldlager an der Pest. Nachfolger wird sein 14-jähriger Sohn Giovanni Maria Visconti unter der Regentschaft des Condottiere Facino Cane de Casale. Die meisten von Gian Galeazzo gemachten Eroberungen gehen für Mailand rasch wieder verloren.
- 6. Juli: Ruprechts Sohn Ludwig heiratet im Kölner Dom die zehnjährige Prinzessin Blanca von England.
- 17. Juli: Die Fehde der Herren von Schauenburg mit Bernhard von Baden beginnt.
- Die Schaffhauser Hexenprozesse sind die frühesten bekannten Hexenprozesse in der Geschichte der Schweiz.
- Der Deutsche Orden erwirbt die brandenburgische Neumark als Pfand.

#### Weitere Ereignisse in Europa
- David Stewart, 1. Duke of Rothesay, schottischer Thronfolger und Guardian of Scotland, zerstreitet sich mit seinem Onkel, dem Great Chamberlain Robert Stewart, 1. Duke of Albany. Er wird daraufhin von diesem gefangengesetzt und kommt am 26. März unter ungeklärten Umständen in Falkland Palace in Fife ums Leben.
- 22. Juni: Die walisische Rebellenarmee des Owain Glyndŵr besiegt die Engländer in der Schlacht von Bryn Glas.
- 26. November: Rund eineinhalb Jahre nach dem Tod seiner Gattin Maria heiratet Martin I. von Sizilien Prinzessin Blanka von Navarra.

#### Kanarische Inseln
- Der normannische Adelige und Abenteurer Jean de Béthencourt beginnt im Auftrag König Heinrichs III. von Kastilien mit der Eroberung von Lanzarote.

#### Stadtrechte und urkundliche Ersterwähnungen
- Erste urkundliche Erwähnung von Rauental.
- Der Landesteil Ob der Staig zu Stuttgart in Württemberg wird erstmals urkundlich erwähnt.

### Wirtschaft
- In Frankfurt am Main wird unter dem Namen „Der Wessil“ die erste Wechselbank in Deutschland mit festem Grundkapital gegründet. Die Stadt verbietet jeden Geldwechsel außerhalb des Institutes.
- Das 1024 in China eingeführte Papiergeld wird wegen der hohen Inflation wieder abgeschafft.

### Wissenschaft und Technik
- um den 8. Februar: In der Fastenzeit wird der Komet C/1402 D1, der wegen seiner außerordentlichen Helligkeit, durch die er auch mit bloßem Auge gesehen werden kann, zu den Großen Kometen gezählt wird, zum ersten Mal gesichtet. Am 12. März erreicht er seine größte Helligkeit.
- 10. Dezember: Die Universität Würzburg wird gegründet.

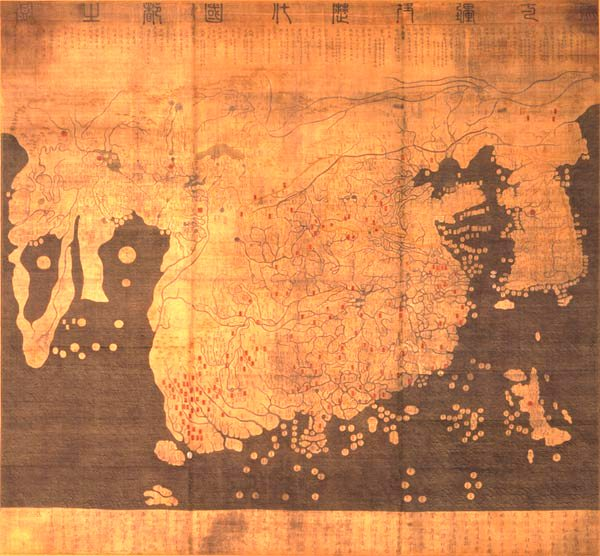
Die Kangnidokarte

- um 1402: Die Kangnidokarte, eine Weltkarte aus Korea, wird erstellt.

### Religion
- Das buddhistische Kloster Bimdo Gönchen wird gegründet.

### Katastrophen
- Einer Pestepidemie in Island fällt rund die Hälfte der Bevölkerung zum Opfer.

## Geboren

### Geburtsdatum gesichert
- 06. Februar: Ludwig I. (der Friedfertige), Landgraf von Hessen († 1458)
- 28. April: Nezahualcóyotl, Herrscher im präkolumbischen Mesoamerika († 1472)
- 15. August: Humphrey Stafford 1. Herzog von Buckingham († 1460)
- 29. September: Ferdinand von Avis, Großmeister des Ritterordens von Avis († 1443)
- 23. November: Jean de Dunois, Großkämmerer von Frankreich († 1468)

### Genaues Geburtsdatum unbekannt
- Chuschqadam, Sultan der Mamluken in Ägypten († 1467)
- Eleonore von Aragonien, Prinzessin von Aragonien und Königin von Portugal († 1445)
- Rudolf von Rüdesheim, Bischof von Lavant und Erzbischof von Breslau († 1482)

## Gestorben

### Erstes Halbjahr
- 30. Januar: Johann von Mayrhofen, Bischof von Gurk
- 06. Februar: Louis de Sancerre, Connétable von Frankreich (* 1341/1342)
- 16. Februar: Wilhelm I./III., Herzog von Geldern und Jülich (* 1364)
- 17. Februar: Diether VIII., Graf von Katzenelnbogen (* 1340)
- 26. März: David Stewart, 1. Herzog von Rothesay (* 1378)
- 25. April: Jean de la Grange, französischer Kardinal (* um 1325)
- 01. Mai: Olbram von Škvorec, Erzbischof von Prag
- 08. Mai: Alexander Leslie, schottischer Adeliger (* vor 1366)
- 25. Juni: Walter Devereux, englischer Ritter und Politiker

### Zweites Halbjahr
- 13. Juli: Jianwen, chinesischer Kaiser der Ming-Dynastie (* 1377)
- 01. August: Edmund of Langley 1. Herzog von York (* 1341)
- 02. August: Elisabeth von Bayern, Herrin von Verona und Gräfin von Württemberg (* 1329)

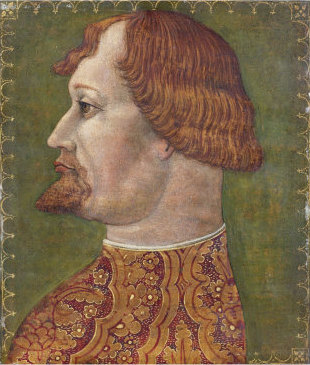
Gian Galeazzo Visconti

- 03. September: Gian Galeazzo Visconti, Herzog von Mailand und der Lombardei, Graf von Pavia (* 1351)
- 10. Oktober: Ludwig von Thierstein, Abt von Einsiedeln

### Genaues Todesdatum unbekannt
- nach dem 27. Juli: Bertrando d’Arvazzano, Bischof von Paderborn
- Johann Puliant von Eptingen, Bürgermeister von Basel
- Katharina, Tochter Herzog Albrechts I. von Straubing-Holland (* 1360)
- Nikolaus Puchník von Černice, Rektor der Universität Prag